# Jordan Valley
Jordan Valley es una ciudad ubicada en el condado de Malheur en el estado estadounidense de Oregón. En el año 2000 tenía una población de 239 habitantes y una densidad poblacional de 44 personas por km².

## Geografía
Jordan Valley se encuentra ubicada en las coordenadas 42°58′35″N 117°3′19″O / 42.97639, -117.05528.

## Demografía
Según la Oficina del Censo en 2000 los ingresos medios por hogar en la localidad eran de $25,313 y los ingresos medios por familia eran $37,500. Los hombres tenían unos ingresos medios de $32,917 frente a los $16,750 para las mujeres. La renta per cápita para la localidad era de $14,501. Alrededor del 20.5% de la población estaban por debajo del umbral de pobreza.